# مراقبت (ترانه)
«مراقبت» (انگلیسی: Take Care) ترانه‌ای از خواننده رپ اهل کانادا از آلبوم استودیویی خود مراقبت (۲۰۱۱) است. این ترانه با حضور آوازهای خواننده اهل باربادوس ریانا ضبط شده‌است. ترانه در ۲۱ فوریه ۲۰۱۲ به‌عنوان پنجمین تک‌اهنگ آلبوم منتشر شد.